# Evasión del bloqueo naval durante la guerra civil estadounidense

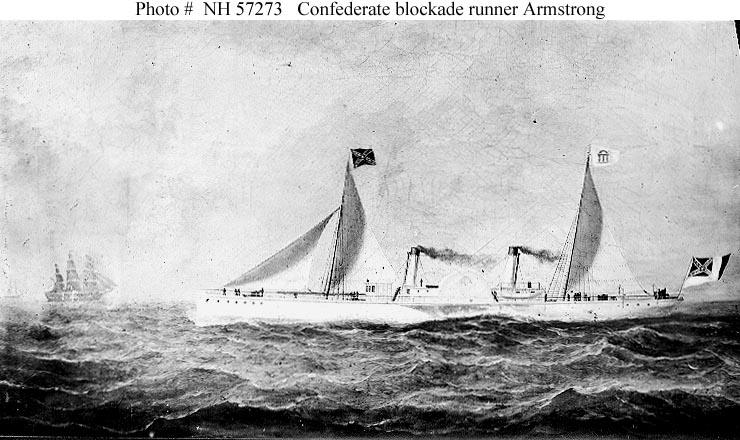
El corredor de bloqueo CSS Armstrong.

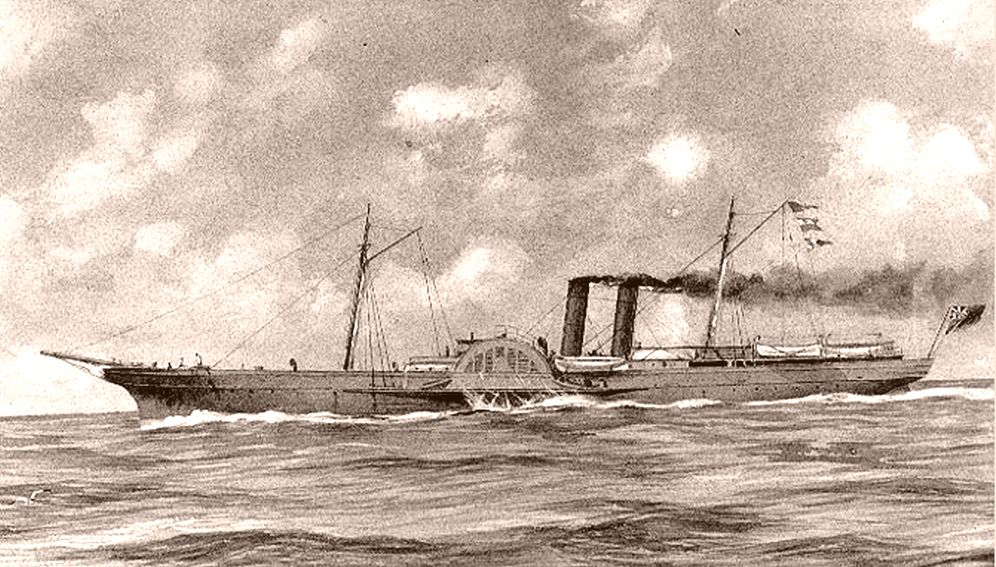
El Advance, uno de los muchos barcos de vapor que participaron en la evasión del bloqueo naval al bando confederado durante la Guerra de Secesión.

La evasión del bloqueo naval durante la Guerra de Secesión fue un conjunto de operaciones destinadas a evitar la situación de bloqueo que el bando unionista impuso al bando confederado durante la guerra civil estadounidense, que se extendía a lo largo de 5600 kilómetros (3500 millas), desde el Océano Atlántico y el golfo de México, y hasta el río Misisipi. La evasión se realizaba por medio de barcos de vapor, muchos de ellos especialmente construidos para alcanzar una elevada velocidad para la época, que debían navegar normalmente por la noche para no ser detectados. Si eran avistados, los barcos (llamados blockade runners, es decir, evasores del bloqueo) trataban de maniobrar o sencillamente sobrepasar cualquier barco de la Unión que estuviera actuando como patrulla de bloqueo. Los barcos empleados para esta tarea eran generalmente de propiedad privada, a menudo operando con una patente de corso emitida por los Estados Confederados de América.
Estos barcos a menudo llevaban cargas entre los puertos neutrales localizados en Nasáu y Cuba, hasta donde barcos mercantes neutrales transportaban dichas mercancías, normalmente proviniendo de o con destino a Inglaterra u otros puntos en el extranjero. Los barcos que viajaban al sur de Estados Unidos normalmente llevaban suministros y víveres muy necesitados por la Confederación, así como correo, mientras que los barcos salientes exportaban a menudo algodón, tabaco y otros bienes para el comercio y la obtención de ingresos, llevando también importante correspondencia y correo a proveedores y otras partes interesadas en Europa, generalmente a Inglaterra. La mayoría de las armas de fuego y otras mercancías de la Confederación eran de hecho importadas desde Inglaterra por estos barcos de vapor. Algunos de ellos hicieron muchas travesías exitosas mientras que otros muchos fueron capturados o destruidos. Se estima que hubo un total de entre 2500-2800 intentos para sortear el bloqueo, de los que al menos un 80 % consiguió evadirlo con éxito. Aun así, para el fin de la Guerra de Secesión la marina de la Unión había capturado más de 1100 barcos de vapor y había destruido o encallado otros 355 barcos.

## Antecedentes: el Plan Anaconda

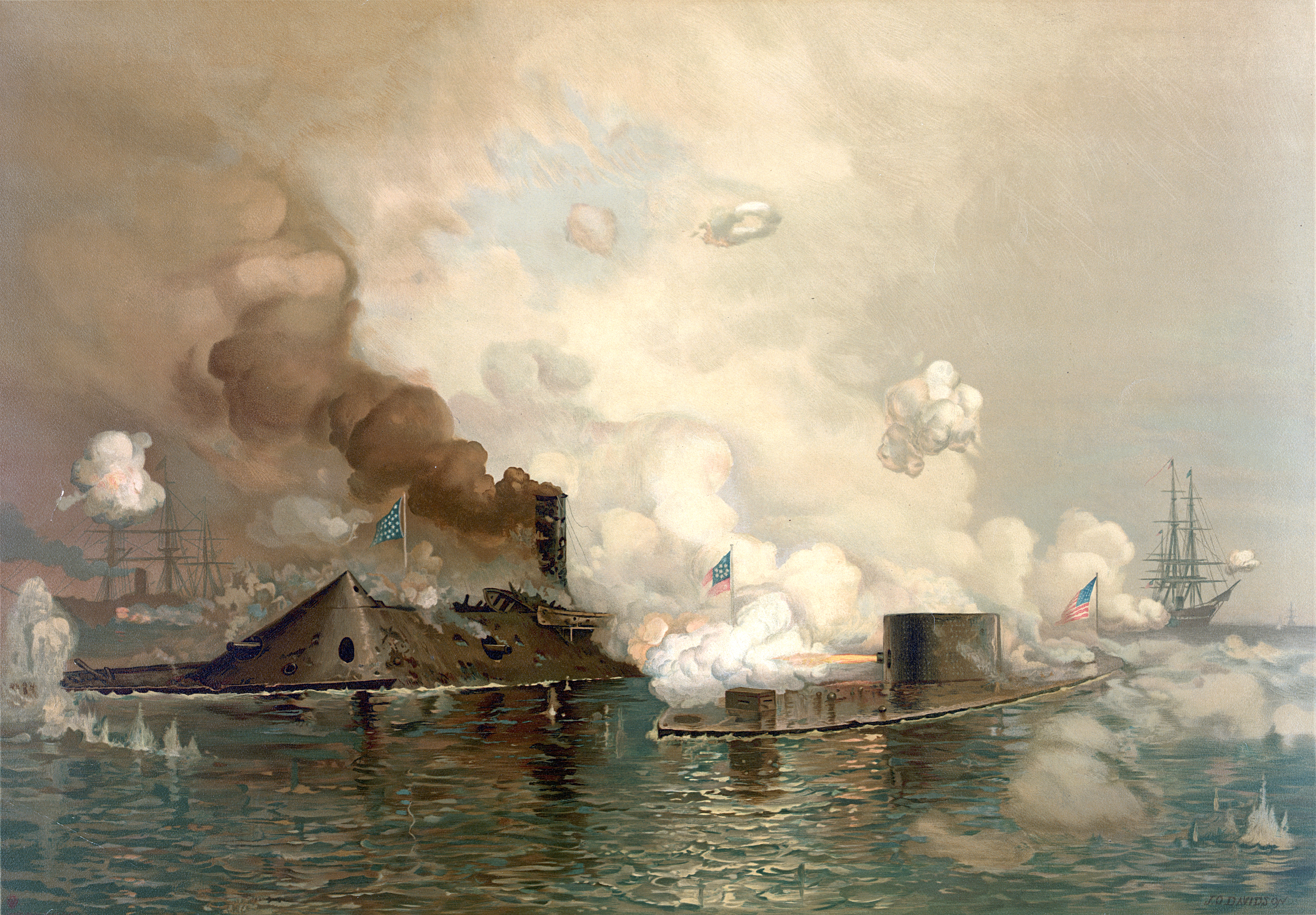
Batalla de Hampton Roads.

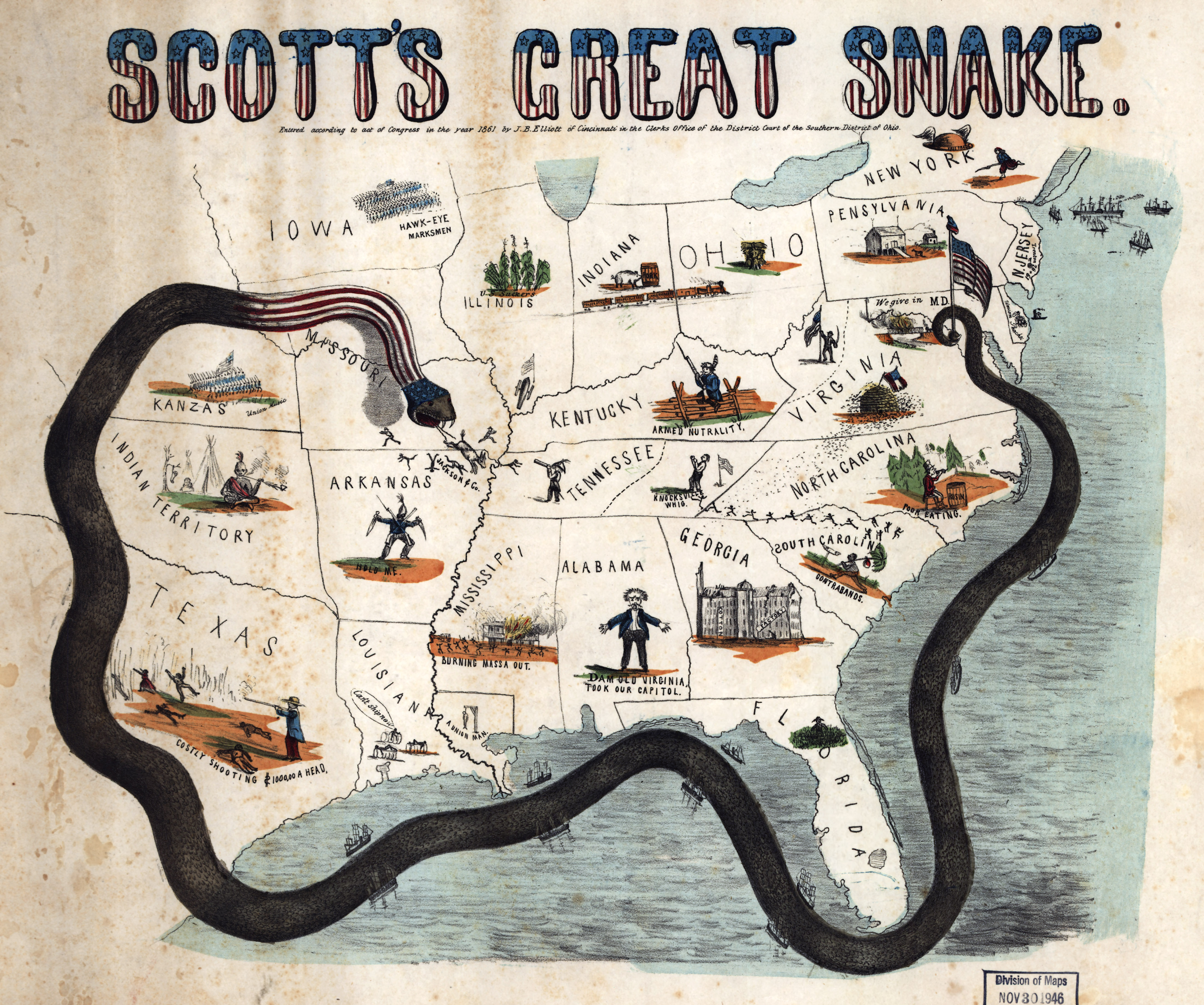
Caricatura del Plan Anaconda de 1861.

Winfield Scott, el comandante general del ejército de Estados Unidos, le propuso al presidente Lincoln utilizar la táctica del desgaste para ganar la guerra con el menor derramamiento de sangre. Dicha táctica se plasmaría en el Plan Anaconda, que tendría dos bases: una, bloquear todos los puertos para debilitar la economía confederada, y dos, tomar el río Misisipi para así dividir en dos al Sur. Lincoln aceptó el plan, pero al mismo tiempo, en contra de las sugerencias de Scott, ordenó un ataque contra Richmond, deseoso de acabar la guerra lo antes posible.
El bloqueo contra los puertos comenzó en mayo de 1861. Si bien inicialmente no tuvo muchas consecuencias, a medida que la marina de la Unión fue ganando fuerza, se hizo más efectivo y logró acabar con casi todo el comercio internacional de la Confederación y muy especialmente con el algodonero, base de su economía. Los inversores británicos (pues la falta de algodón perjudicaba la industria textil) inicialmente construyeron pequeños y rápidos barcos que burlaban el bloqueo y comerciaban con armamento y artículos de gran necesidad desde las Bermudas, Cuba y Bahamas a cambio de algodón y tabaco. Cuando los barcos eran capturados intentando esquivar el bloqueo, eran vendidos a marinos unionistas aunque las tripulaciones británicas eran rápidamente puestas en libertad. La escasez de comida y otros bienes a la que llevó el bloqueo, la gran cantidad de alimentos que consumía el ejército de la Unión y la retención de los cultivos por parte del ejército confederado se combinaron para causar hiperinflación y revueltas en el sur.
El Sur no disponía de barcos, de modo que tuvo que improvisar una armada con buques mercantes artillados y barcos de guerra capturados al Norte. El 8 de marzo de 1862, el acorazado CSS Virginia atacó a los barcos de bloqueo en las costas de Virginia. En un principio cayó la victoria de su lado, pero al día siguiente llegó el nuevo barco de guerra de la Unión, el moderno acorazado USS Monitor en la batalla de Hampton Roads. La batalla concluyó en un empate, lo que supuso una victoria estratégica para la Unión, ya que se mantuvo el bloqueo. La Confederación perdió al CSS Virginia cuando fue hundido para evitar su captura. La Unión, por su parte, comenzó a producir numerosas copias del USS Monitor. Al no disponer de la tecnología necesaria para construir barcos de guerra apropiados, la Confederación intentó obtenerlos del Reino Unido. La victoria de la Unión en la segunda batalla de Fort Fisher el 15 de enero de 1865 supuso el cierre del último puerto sureño (Wilmington, ocupado el 22 de febrero) y prácticamente acabó con el comercio confederado.